# ララ物資
ララ物資（ララぶっし）とは、ララ（英語: LARA; Licensed Agencies for Relief in Asia：アジア救援公認団体またはアジア救済連盟）が提供していた日本向けの援助物資のこと。

## 概要
ララは、1946年（昭和21年）1月22日にサンフランシスコ在住の日系1世である浅野七之助が中心となって設立された「日本難民救済会」と、同年5月16日にニューヨークで安井關治が中心となって設立された「日本救援紐育委員会」を母体とした、日本向け援助団体である。
当時、アメリカ合衆国における対外的な慈善活動は「海外事業篤志団アメリカ協議会」(American Counsel of Voluntary Agency for Work Abroad) が担っていたが、その対象地域はヨーロッパのみであり、日本は含まれていなかった。そのため、日本に対する援助物資輸送のために、新たな援助団体を設立する必要があった。アジア解放前の反日運動が冷めやらぬ中での「アジア救援公認団体」認可に際しては、知日派のキリスト友会員の協力によるところが大きい。
支援物資は、1946年（昭和21年）11月から1952年（昭和27年）6月までに行われ、重量にして3300万ポンド余の物資と、乳牛や2000頭を越える山羊などもあり、全体の割合は食糧75.3%、衣料19.7%、医薬品0.5%、その他4.4%となった。多数の国家にまたがり、多くの民間人、民間団体からの資金や物資の提供であったため、その救援総額は不明であるが、推定で当時の400億円という莫大な金額であったといわれている。救援物資の20%は、広島・山口・熊本・福岡出身の日系人が集めたものだといわれている。
しかし終戦後の1945年冬から1946年春に配給やその遅延による窮乏生活はピークに達したが、世情の安定とともに終了していった。
ララ物資の援助食料は戦後の学校給食の開始に寄与した。その中には食料品の脱脂粉乳もあったが、栄養価は高いものの日本人の味覚や当時の日本の食文化には合わないものであった。
「アイスクリームにチョコレート、日本のみんなに下さった、ララのみなさんありがとう」という歌があったという。また、療養所でララ物資を受け取った歌人の短歌がある（「華麗なる ドレス身につけ ひとときは はしゃぎてはみぬ ララの配給」）。
このララ物資の感謝を米国民に伝える為、1950年に女性親善使節を送る事になった。この時の選抜が「日本ミスコンテスト」の始まりで選ばれた女性が昭和の大女優「山本富士子」だった。

## 年表
- 1946年（昭和21年）11月30日 - 第一便 (ハワード・スタンズペリー号) が横浜港に到着[3]。
- 1946年（昭和21年）12月24日 - 東京の永田町国民学校において贈呈式を実施、給食が再開される[8]。
- 1947年（昭和22年）7月31日 - 国会・衆議院本会議において感謝決議（救援物資の寄贈に関し亜細亜救援公認團体に対する感謝決議）を全会一致で可決[9][注 3]。
- 1948年（昭和23年） - 東京、大阪、名古屋、京都、横浜、神戸の6大都市の約300ヶ所の保育所でララ物資による給食が開始。同年6月に発生した福井地震被災地にも脱脂粉乳、缶詰などの物資が送られる[10]。
- 1952年（昭和27年） - ララ物資の終了。厚生省が『ララ記念誌』を刊行[11]。
- 1997年（平成9年） - 外務省は第14回外交記録公開で受け入れ経緯などを示す史料、外務省記録「ラ・ラ（アジア救済連盟）関係雑集」を公開[12]。
- 2001年（平成13年）4月5日 - 横浜新港埠頭において、戦後のララ物資による支援への感謝の意を表し、後世までその功績を伝える事を目的とした「ララ記念碑」が除幕される。碑には、香淳皇后が1949年10月19日に昭和天皇と共に横浜市に行幸した際に詠んだ「ララの品 つまれたる見て とつ国の あつき心に 涙こぼしつ」「あたゝかき とつ国人の 心つくし ゆめなわすれそ 時はへぬとも」という二首の御製が刻まれている[13][14]。